# Hagenow Heide
Hagenow Heide ist ein Ortsteil der Stadt Hagenow im Landkreis Ludwigslust-Parchim im Westen Mecklenburg-Vorpommerns.

## Geografie und Verkehrsanbindung
Hagenow Heide liegt südöstlich der Kernstadt Hagenow. Die Landesstraße L 04 verläuft am östlichen Ortsrand und die B 321 nördlich. Nördlich erstreckt sich auch das Landschaftsschutzgebiet Bekow, östlich fließt die Sude, ein rechter (östlicher) Nebenfluss der Elbe. 

## Persönlichkeiten
- August Burmeister (1888–1970), Lehrer, Museumsführer, Kunstsammler und -förderer

## Sehenswürdigkeiten

### Baudenkmale
In der Liste der Baudenkmale in Hagenow sind für Hagenow Heide vier Baudenkmale aufgeführt:
- ehemalige Häuslerei 44 (Hagenower Straße 18)
- Wohnhaus (Hagenower Straße 35)
- Gefallenendenkmal 1914/1918 (neben Hagenower Str. 53)
- ehemalige Windmühle (Mühlenweg)